# ذخیره‌گاه زیست‌کره گنو
منطقهٔ حفاظت‌شدهٔ گِنُو، با وسعت در حدود ۴۳ هزار هکتار یکی از سیزده ذخیره‌گاه زیست‌کره یونسکو در ایران است که در شمال‌غربی بندرعباس قرار دارد و با آب‌وهوای مطبوع سرزمینی کوهستانی، از جمله مناطقی است که کمتر شناخته شده‌اند و از نظر آب و هوایی با فضای مرسوم و معمول تفاوت دارند.

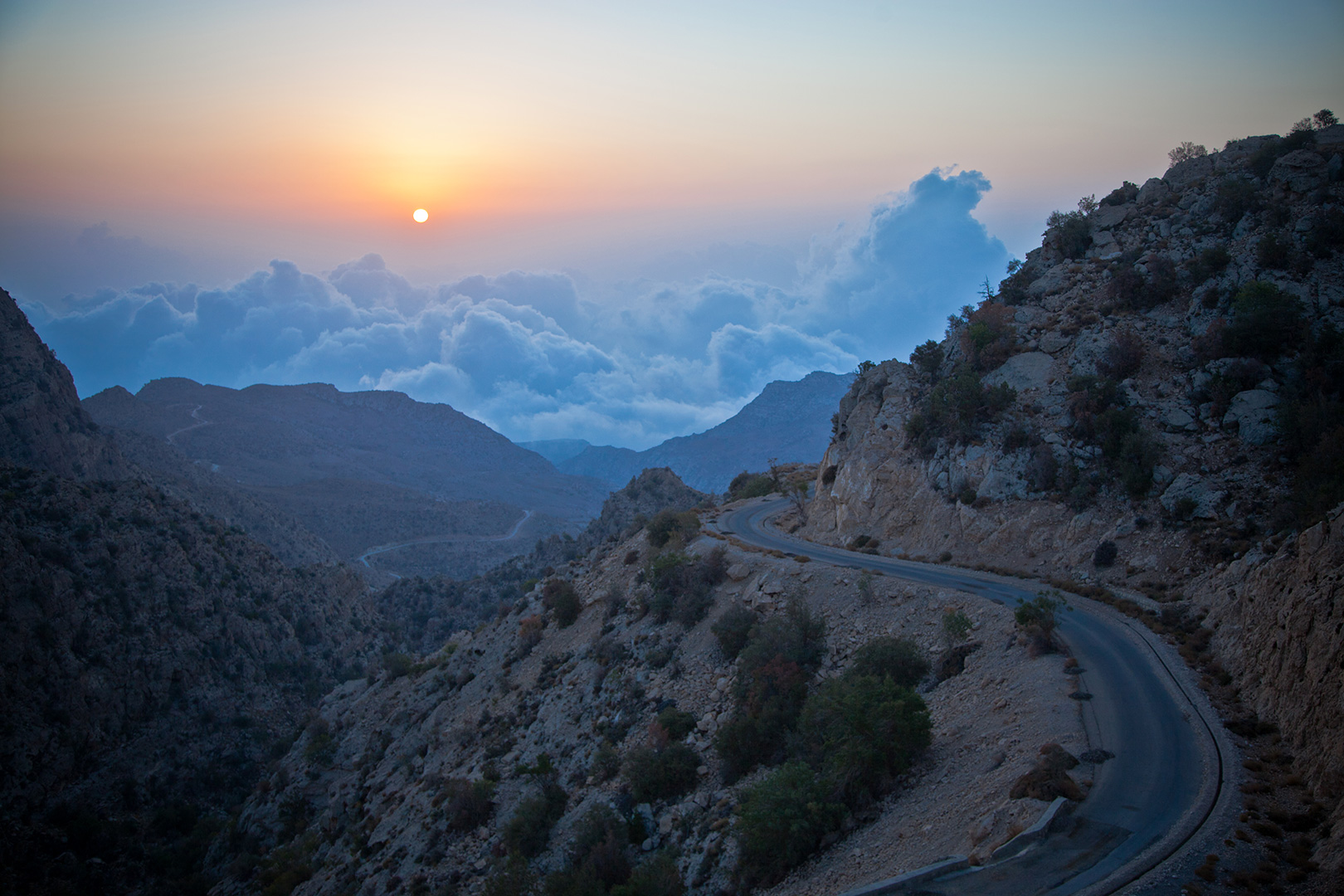
ارتفاعات کوه گنو بندرعباس

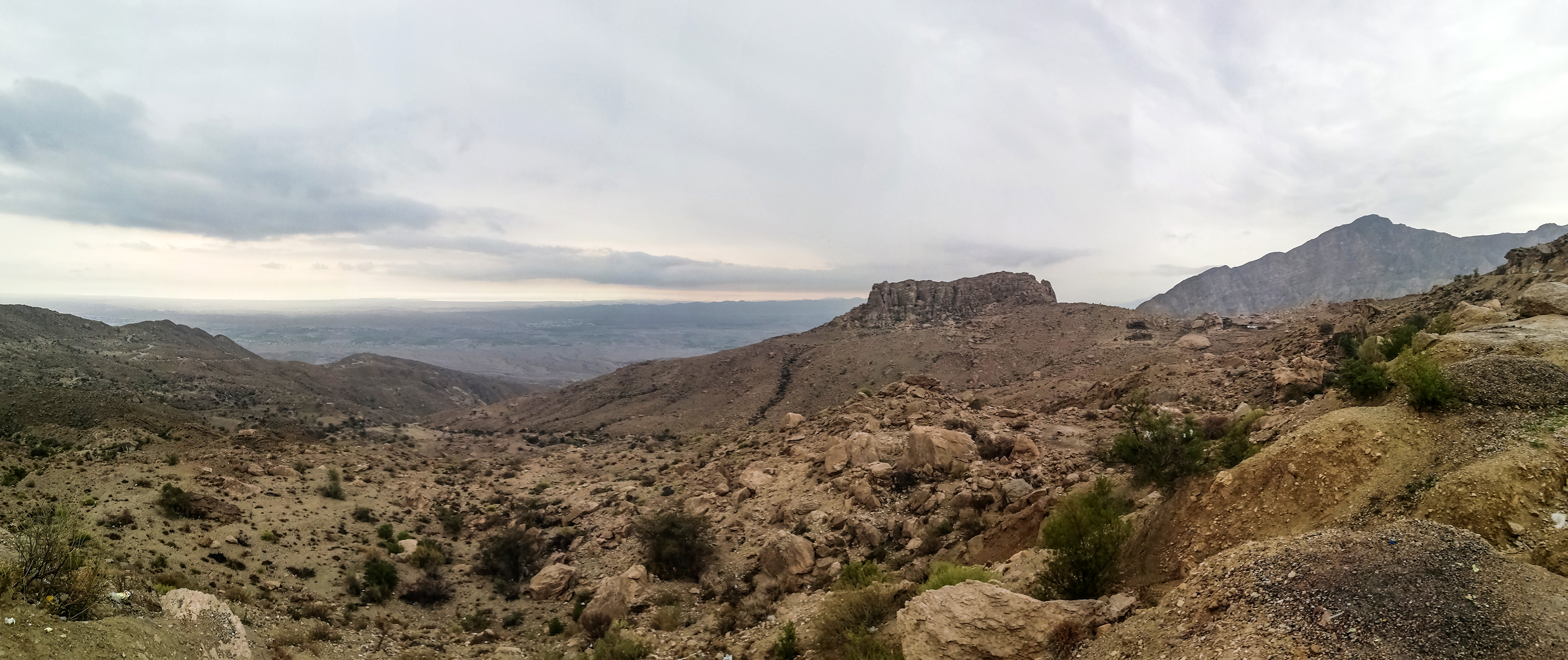
عکس سراسرنما از ارتفاعات منطقهٔ حفاظت‌شدهٔ گنو

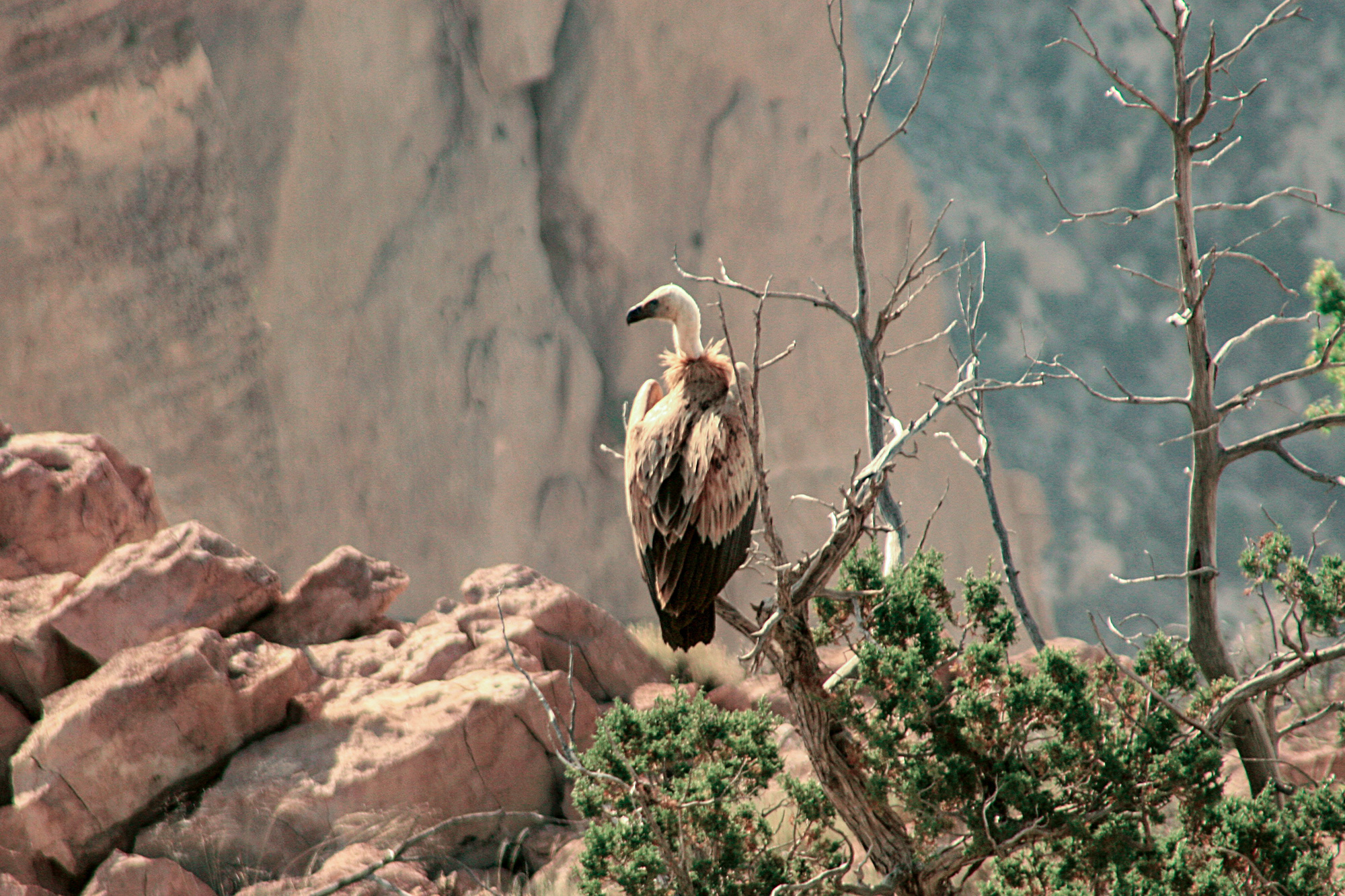
یک دال در ارتفاعات منطقهٔ حفاظت‌شدهٔ گنو

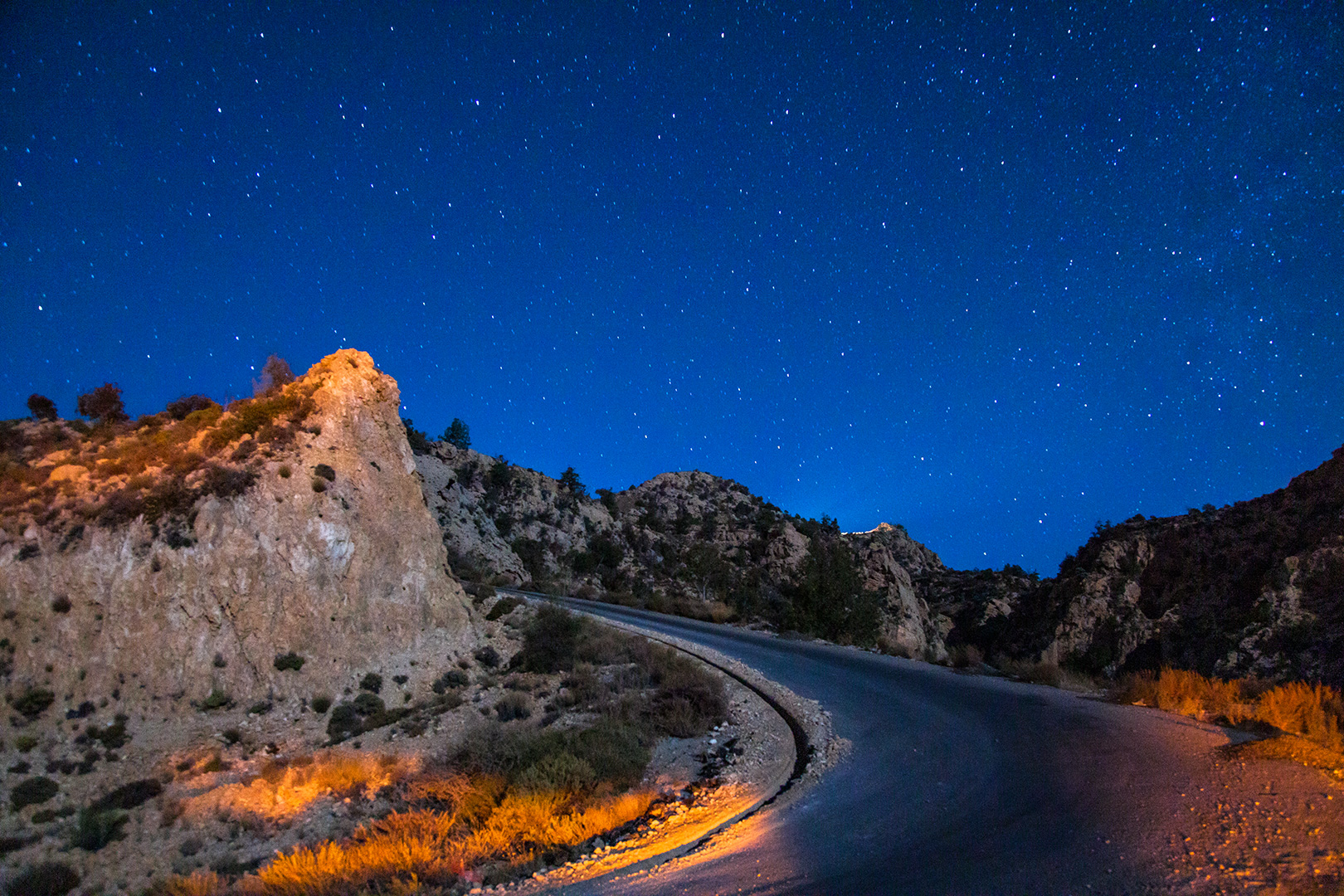
ارتفاعات منطقهٔ حفاظت‌شدهٔ گنو در شب

## موقعیت
منطقهٔ حفاظت‌شدهٔ گنو توسط کوه گنو احاطه شده، کوهستانی تک و مجزا که از خلیج فارس سر برافراشته است و در ۳۰ کیلومتری شمال غربی بندرعباس، در طول جغرافیایی ۲۷ درجه و ۱۸ دقیقه تا ۲۷ درجه و ۲۹ دقیقه و عرض جغرافیایی ۵۵ درجه و ۵۶ دقیقه تا ۵۶ درجه و ۱۸ دقیقه در استان هرمزگان واقع شده‌است.

## طبقه‌بندی حفاظتی
این منطقه در سال ۱۳۵۱ ه‍.ش (۱۹۷۰ میلادی) به عنوان پارک ملی ثبت شد و پنج سال بعد در ۱۳۵۵ ه‍.ش (ژوئن ۱۹۷۶) به عنوان ذخیره‌گاه زیست‌کره ارتقاء یافت. بعدها در سال ۱۳۶۲ خورشیدی (۱۹۸۳) به دلیل برخی ملاحظات مدیریتی درجه‌اش تا سطح منطقهٔ حفاظت‌شده پایین آمد.

## ویژگی
منطقه حفاظت‌شده گنو با مساحت۴۲۳۵۶ هکتار و ارتفاع متغیر ۵۰ تا ۲ هزار و ۳۷۴ متر از نظر تنوع گیاهی و جانوری و آب و هوای مطبوع، کوه‌ها و دره‌ها بی‌نظیر است.
کوه گنو، به سبب داشتن آب و هوای سرد، برف‌خیز بودن و دامنه‌هایی سرسبز با آب و هوای مطبوع، از سال ۱۳۲۰ مورد توجه مردم بندرعباس بوده و در طول این سال‌ها ساکنان شهر برای فرار از گرما، به مناطق ییلاقی کوه گنو مانند کهنوج، باغ کاشان و چاهو سفر می‌کرده‌اند.
کوه گنو ۲ قله بزرگ به نام نصیری و بازگرد دارد که بلندترین نقطه را تشکیل می‌دهند و از انواع درختان جنگلی و بوته‌های دارویی پوشیده شده‌اند. درختان انگور، سیب، زردآلو، انار، انجیر، نارنگی، لیموترش، نارنج، انبه و خرما طبیعت زیبای منطقه را زینت بخشیده‌اند.
چشمه‌های متعددی با نام‌های انارو، باغ زیر، سرا، دزک، الیاسی درمر این باغها را آبیاری می‌کرده‌اند، که متأسفانه طی سال‌های خشکسالی، تعدادی از آن‌ها خشک شده‌اند.
کوه گنو از نظر زیست‌محیطی نیز برای زندگی انواع حیوانات گوشت‌خوار و علف‌خوار مانند پلنگ، کفتار، گرگ، شغال، قوچ، میش، بز و آهو مناسب است.

## فعالیت‌های انسانی
مهم‌ترین فعالیت‌های انسانی در این منطقه شامل دامداری، کشاورزی، فعالیت‌های اکوتوریست و آموزش زیست‌محیطی است.

## ویژگی‌های اکولوژیکی
این منطقه دارای چندین گونه گیاهی بومی آندمیک و قابل توجه همچون مهر خوش (Zhumeria majdae)، بادام وندلبو (Wendelboi petrocephalus)، پونه مظفریان (Menta Mozaffariani) و شاخ غزالی (Caralluma tuberculata) و در بخش‌های پایین‌تر کوهستان دارای پوشش گیاهی پالئوتروپیکال شامل پرخ (Acacia tortortilis)، آکاسیا چتری (Ephorbia larica) و کنار (ziziphus sp) است.
گنو به‌دلیل قرارگیری در دروره پالئاریک و گذر اورینتال، دارای تنوع بالای گونه‌های پرندگان است که از گونه‌های شاخص آن می‌توان یه هما یا مرغ استخوان‌خوار (Gypaetus barbatus) و تیهو (Ammoperdix griseogularis) اشاره کرد.
همچنین چشمه آب‌گرم گنو نیز محل زیست ماهی آفانیوس گینوئیس (کپور دندان) (Aphanius ginaonis) است.

### پستانداران
از بارزترین پستانداران منطقه حفاظت‌شده گنو می‌توان گونه‌های زیر را نام برد: قوچ و میش، کل و بز، آهو، گراز، کفتار، روباه معمولی، شغال، گرگ، تشی، خرگوش

### پرندگان
گونه‌های زیر از بارزترین پرندگان موجود در منطقه حفاظت‌شده گنو است:
دال سیاه، دلیجه، هما (مرغ استخوان‌خوار)، کبک، تیهو، چکاوک سنگلاخ، پی‌پت نوک‌دراز، سفید چلچله دمگاه، چلچله بیابانی، سنگ‌چشم بزرگ، سنگ‌چشم دم‌سرخ، سنگ چشم بلوطی، سسک درختی بزرگ، سسک چیفچاف، سسک کوچک، سسک جنبان، سسک چشم سفید، سسک نقابدار کوچک، سسک سردودی، قمری خانگی، جغد کوچک خالدار، بادخورک دودی، دارکوب باغی، بلبل خرما، صعوه ابرو سفید، گلس گیر خالدار، طرقه بنفش، چکچک سرسیاه، چکچک بیابانی، چکچک گوش‌سیاه، چکچک ابلق خاوری، چکچک ابلق، چکچک دم‌قرمز، دم‌سرخ سیاه، دم‌سرخ پشت بلوطی، سهره معمولی، سهره سبز، زرد پره راه‌راه، شهدخوار، گنجشک خانگی، سهره پیشانی سرخ، کمرکلی بزرگ، لیکو.

### دوزیستان
وزغ بلوچی، وزغ بی‌گوش معمولی، وزغ سبز کرمانی، قورباغه مردابی بلوچی، قورباغه مردابی.

## راه منطقه گنو
برای دستیابی به قله گنو چندین راه وجود دارد که عبارت‌اند از:
- جبهه جنوبی: از طریق جاده بندرعباس به بندرلنگه (روستای ایسین، تازیان) و جاده کوهستانی ایستگاه تلویزیون (۳۲کیلومتر) - پاسگاه محیط‌بانی سرحد گنو - چشمه رمر- چشمه سرچربه - سنگ قرار- قله نصیری
- جبهه جنوبی: از طریق جاده بندرعباس به بندرلنگه (روستای ایسین، تازیان) و جاده کوهستانی ایستگاه تلویزیون (۳۲کیلومتر) - پاسگاه محیط‌بانی مرکزی (واقع در ابتدای جاده ایستگاه) - آب‌بند چوبی - مسیل تنگ سیاه - دره تنگ سیاه - چشمه پرکوه - سنگ قرار - قله نصیری
- جبهه جنوبی: از طریق جاده بندرعباس به بندرلنگه (روستای ایسین، تازیان) و جاده کوهستانی ایستگاه تلویزیون (۳۲کیلومتر) - پاسگاه سر محیط‌بانی (واقع در ابتدای جاده ایستگاه) - آب‌بند چوبی - مسیل تنگ سیاه - دره تنگ سیاه - چشمه پرکوه - صعود جبهه جنوبی قله قلات سرپهن - عبور از خط الراس مرکزی - قله نصیری
- جبهه شرقی (یال آبگرم): از طریق کیلومتر ۲۵ محور اصلی بندرعباس به سیرجان - آبگرم گنو - چشمه انارون - گردنه کهنوج - روستای کهنوج بالا - قله سرجوتون- جاده آسفالته ایستگاه تلویزیون - در جهت غرب قله‌های بازگرد - دو برار - زندان زرد - قلات نصیری
- جبهه شمال‌شرقی (تنگ باغ): از طریق کیلومتر ۳۰ محور اصلی بندرعباس به سیرجان - ۱۲ کیلومتر جاده خاکی در جهت غرب - روستای تنگ باغ - روستای کهنوج بالا - قله سرجوتون - جاده آسفالته ایستگاه تلویزیون - در جهت غرب قله‌های بازگرد - دو برار - زندان زرد - قلات نصیری
- جبهه غربی (سلکوه): از طریق جاده بندرعباس به بندرلنگه (روستای ایسین، تازیان، روستای قلات بالا - به موازات ریل قطار - روستای سلکو - چشمه سلکوه - صعود خط الراس غربی (قلل: سلاورو، قلات سرپهن، قلات نصیری)

## قله‌های مشهور منطقه
- قلهٔ نصیری با ارتفاع ۲۳۴۹ متر
- تأسیسات صداوسیما ۲۳۳۰ متر
- قلهٔ زندان زرد ۲۳۰۹ متر
- قلهٔ دو برار ۲۲۸۲ متر
- قلهٔ سرجوتون ۲۲۵۴ متر
- قلهٔ بازگرد ۲۲۳۳ متر
- قلهٔ سرپهن ۲۱۷۵ متر
- قلهٔ گودبونی ۱۸۹۵ متر
- کهنوج ۱۸۱۳متر
- قلهٔ استیری ۱۵۴۶ متر
- قلهٔ سه سرخ ۱۱۲۲ متر